# Edmundo Pereira Santos
Edmundo Pereira Santos (Brumado, 17 de novembro de 1943) é um político brasileiro, filiado ao PT, ex-vice-governador da Bahia. Já foi prefeito da cidade baiana de Brumado três vezes e foi deputado estadual da Bahia. 
Filho de Feliciano Pereira Santos e Belanisa Santos Pereira. É casado com a ex-deputada estadual também pelo PMDB Marizete Lisboa Fernandes Pereira, com quem possui quatro filhos: Feliciano, Joabe Natan e Mateus. 
Cursou o primário no Grupo Escolar Getúlio Vargas (Colégio Getúlio Vargas), e o secundário de 1958 a 1962, no Ginásio General Nelson de Mello (hoje no Colégio Estadual de Brumado (CEB)).

## Carreira
Em 2010 disputou as eleições como Vice-Governador do Estado da Bahia, sendo Geddel Vieira Lima candidato à Governador da Bahia. Foi sócio e gerente da indústria Belanisa (INBEL). 
Atividades parlamentares
Foi eletio prefeito de Brumado pelo Partido do Movimento Democrático Brasileiro, PMDB, por três mandatos (1989–1992, 1997–2000 e 2001–2004). Foi deputado estadual, também pelo PMDB, entre 1995 e 1999, mas não completou o mandato, renunciando em dezembro de 1996, para disputar a prefeitura de Brumado e foi eleito prefeito desta cidade para o mandato de 1997–2000 e reeleito para o mandato de 2001–2004; e entre 2007 e 2011; foi vice-governador da Bahia pelo PMDB na chapa de Jaques Wagner. 
Na Assembleia
Na Assembléia Legislativa da Bahia foi vice-presidente da Comissão de Defesa ao Consumidor, entre fevereiro e abril de 1995; titular das Comissões de Minas, Energia, Ciência e Tecnologia, entre 1995 e 1996); da Seca e Recursos Hídrico e da Irrigação, entre fevereiro e abril em 1996; e suplente das Comissões da agricultura e política rural, no mesmo período.
Condecorações
Recebeu diploma do Exército Brasileiro, em1991; recebeu homenagem da Liga Esportiva em 1990; recebeu homenagem da Associação Brumadense de Artistas (ABAS), em 1991; destaque político de Brumado, em 1995; Medalha de Ordem do Mérito Naval, concedida pela Marinha do Brasil, em 2008.